# 2011-es atlétikai világbajnokság
A 2011-es atlétikai világbajnokságot augusztus 27. és szeptember 4. között rendezték Teguban, Dél-Koreában. A versenyeket a Tegu Stadionban rendezték, amely a 2002-es labdarúgó-világbajnokság négy mérkőzésének adott otthont.
A férfiaknál 24, a nőknél 23 versenyszámban avattak világbajnokot.

## A rendező
2006 decemberéig négy város nyújtotta be rendezési szándékát: Brisbane, Göteborg, Moszkva és Tegu. 2007 márciusában, a kenyai Mombasában a Nemzetközi Atlétikai Szövetség Tegunak ítélte a rendezés jogát Moszkva és Brisbane előtt.

## Eseménynaptár
| R | Reggel (délelőtt) | E | Este (délután) |

| S | Selejtezők | E | Előfutamok | ½ | Elődöntők | D | Döntő |

### Férfi
| Nap →                   | 27 | 27 | 28 | 28 | 28 | 29 | 29 | 29 | 30 | 30 | 31 | 31 | 1 | 1 | 2 | 2 | 3 | 3 | 4 | 4 | 4 |
| Szám ↓                  | R  | E  | R  | E  | E  | R  | E  | E  | R  | E  | R  | E  | R | E | R | E | R | E | R | E | E |
| ----------------------- | -- | -- | -- | -- | -- | -- | -- | -- | -- | -- | -- | -- | - | - | - | - | - | - | - | - | - |
| 100 méter               | S  | E  |    | ½  | D  |    |    |    |    |    |    |    |   |   |   |   |   |   |   |   |   |
| 200 méter               |    |    |    |    |    |    |    |    |    |    |    |    |   |   | E | ½ |   | D |   |   |   |
| 400 méter               |    |    | E  |    |    |    | ½  | ½  |    | D  |    |    |   |   |   |   |   |   |   |   |   |
| 800 méter               | E  |    |    | ½  | ½  |    |    |    |    | D  |    |    |   |   |   |   |   |   |   |   |   |
| 1500 méter              |    |    |    |    |    |    |    |    | E  |    |    |    |   | ½ |   |   |   | D |   |   |   |
| 5000 méter              |    |    |    |    |    |    |    |    |    |    |    |    | E |   |   |   |   |   |   | D | D |
| 10 000 méter            |    |    |    | D  | D  |    |    |    |    |    |    |    |   |   |   |   |   |   |   |   |   |
| Maratonfutás            |    |    |    |    |    |    |    |    |    |    |    |    |   |   |   |   |   |   | D |   |   |
| 110 méter gátfutás      |    |    | E  |    |    |    | ½  | D  |    |    |    |    |   |   |   |   |   |   |   |   |   |
| 400 méter gátfutás      |    |    |    |    |    | E  |    |    |    | ½  |    |    |   | D |   |   |   |   |   |   |   |
| 3000 méter akadályfutás |    |    |    |    |    | E  |    |    |    |    |    |    |   | D |   |   |   |   |   |   |   |
| 4 × 100 méter váltó     |    |    |    |    |    |    |    |    |    |    |    |    |   |   |   |   |   |   |   | E | D |
| 4 × 400 méter váltó     |    |    |    |    |    |    |    |    |    |    |    |    | E |   |   | D |   |   |   |   |   |
| 20 km gyaloglás         |    |    | D  |    |    |    |    |    |    |    |    |    |   |   |   |   |   |   |   |   |   |
| 50 km gyaloglás         |    |    |    |    |    |    |    |    |    |    |    |    |   |   |   |   | D |   |   |   |   |
| Távolugrás              |    |    |    |    |    |    |    |    |    |    |    |    | S |   |   | D |   |   |   |   |   |
| Hármasugrás             |    |    |    |    |    |    |    |    |    |    |    |    |   |   | S |   |   |   |   | D | D |
| Magasugrás              |    |    |    |    |    |    |    |    | S  |    |    |    |   | D |   |   |   |   |   |   |   |
| Rúdugrás                | S  |    |    |    |    |    | D  | D  |    |    |    |    |   |   |   |   |   |   |   |   |   |
| Súlylökés               |    |    |    |    |    |    |    |    |    |    |    |    | S |   |   | D |   |   |   |   |   |
| Diszkoszvetés           |    |    |    |    |    | S  |    |    |    | D  |    |    |   |   |   |   |   |   |   |   |   |
| Kalapácsvetés           |    | S  |    |    |    |    | D  | D  |    |    |    |    |   |   |   |   |   |   |   |   |   |
| Gerelyhajítás           |    |    |    |    |    |    |    |    |    |    |    |    |   | S |   |   |   | D |   |   |   |
| Tízpróba                | D  | D  | D  | D  | D  |    |    |    |    |    |    |    |   |   |   |   |   |   |   |   |   |

### Női
| Nap →                   | 27 | 27 | 28 | 28 | 29 | 29 | 29 | 30 | 30 | 31 | 31 | 1 | 1 | 2 | 2 | 3 | 3 | 3 | 4 | 4 | 4 |
| Szám ↓                  | R  | E  | R  | E  | R  | E  | E  | R  | E  | R  | E  | R | E | R | E | R | E | E | R | E | E |
| ----------------------- | -- | -- | -- | -- | -- | -- | -- | -- | -- | -- | -- | - | - | - | - | - | - | - | - | - | - |
| 100 méter               | S  |    | E  |    |    | ½  | D  |    |    |    |    |   |   |   |   |   |   |   |   |   |   |
| 200 méter               |    |    |    |    |    |    |    |    |    |    |    | E | ½ |   | D |   |   |   |   |   |   |
| 400 méter               |    | E  |    | ½  |    | D  | D  |    |    |    |    |   |   |   |   |   |   |   |   |   |   |
| 800 méter               |    |    |    |    |    |    |    |    |    |    |    | E |   |   | ½ |   |   |   |   | D | D |
| 1500 méter              |    |    | E  |    |    |    |    |    | ½  |    |    |   | D |   |   |   |   |   |   |   |   |
| 5000 méter              |    |    |    |    |    |    |    | E  |    |    |    |   |   |   | D |   |   |   |   |   |   |
| 10 000 méter            |    | D  |    |    |    |    |    |    |    |    |    |   |   |   |   |   |   |   |   |   |   |
| Maratonfutás            | D  |    |    |    |    |    |    |    |    |    |    |   |   |   |   |   |   |   |   |   |   |
| 100 méter gátfutás      |    |    |    |    |    |    |    |    |    |    |    |   |   | E |   |   | ½ | D |   |   |   |
| 400 méter gátfutás      |    |    |    |    | E  |    |    |    | ½  |    |    |   | D |   |   |   |   |   |   |   |   |
| 3000 méter akadályfutás | E  |    |    |    |    |    |    |    | D  |    |    |   |   |   |   |   |   |   |   |   |   |
| 4 × 100 méter váltó     |    |    |    |    |    |    |    |    |    |    |    |   |   |   |   |   |   |   |   | E | D |
| 4 × 400 méter váltó     |    |    |    |    |    |    |    |    |    |    |    |   |   | E |   |   | D | D |   |   |   |
| 20 km gyaloglás         |    |    |    |    |    |    |    |    |    | D  |    |   |   |   |   |   |   |   |   |   |   |
| Távolugrás              |    | S  |    | D  |    |    |    |    |    |    |    |   |   |   |   |   |   |   |   |   |   |
| Hármasugrás             |    |    |    |    |    |    |    | S  |    |    |    |   | D |   |   |   |   |   |   |   |   |
| Magasugrás              |    |    |    |    |    |    |    |    |    |    |    | S |   |   |   |   | D | D |   |   |   |
| Rúdugrás                |    |    | S  |    |    |    |    |    | D  |    |    |   |   |   |   |   |   |   |   |   |   |
| Súlylökés               |    |    | S  |    |    | D  | D  |    |    |    |    |   |   |   |   |   |   |   |   |   |   |
| Diszkoszvetés           | S  |    |    | D  |    |    |    |    |    |    |    |   |   |   |   |   |   |   |   |   |   |
| Kalapácsvetés           |    |    |    |    |    |    |    |    |    |    |    |   |   | S |   |   |   |   |   | D | D |
| Gerelyhajítás           |    |    |    |    |    |    |    |    |    |    |    | S |   |   | D |   |   |   |   |   |   |
| Hétpróba                |    |    |    |    | D  | D  | D  | D  | D  |    |    |   |   |   |   |   |   |   |   |   |   |

## A magyar sportolók eredményei
Magyarország a világbajnokságon 14 sportolóval képviseltette magát. Az egyetlen magyar érmet Pars Krisztián szerezte kalapácsvetésben.
Érmesek
| Érem      | Versenyző      | Versenyszám   | Dátum         |
| --------- | -------------- | ------------- | ------------- |
| Ezüstérem | Pars Krisztián | Kalapácsvetés | augusztus 29. |

## Éremtáblázat
(A táblázatban Magyarország eltérő háttérszínnel kiemelve.)
| Helyezés | Nemzet                  | Arany | Ezüst | Bronz | Összesen |
| 1.       | Egyesült Államok        | 12    | 8     | 5     | 25       |
| 2.       | Oroszország             | 8     | 4     | 6     | 18       |
| 3.       | Kenya                   | 7     | 6     | 4     | 17       |
| 4.       | Jamaica                 | 4     | 4     | 1     | 9        |
| 5.       | Németország             | 3     | 3     | 1     | 7        |
| 6.       | Egyesült Királyság      | 2     | 4     | 1     | 7        |
| 7.       | Kína                    | 1     | 2     | 1     | 4        |
| 8.       | Ausztrália              | 1     | 1     | 1     | 3        |
| 9.       | Etiópia                 | 1     | 0     | 4     | 5        |
| 10.      | Ukrajna                 | 1     | 0     | 1     | 2        |
| 11.      | Botswana                | 1     | 0     | 0     | 1        |
| 11.      | Brazília                | 1     | 0     | 0     | 1        |
| 11.      | Grenada                 | 1     | 0     | 0     | 1        |
| 11.      | Japán                   | 1     | 0     | 0     | 1        |
| 11.      | Lengyelország           | 1     | 0     | 0     | 1        |
| 11.      | Új-Zéland               | 1     | 0     | 0     | 1        |
| 17.      | Dél-afrikai Köztársaság | 0     | 2     | 2     | 4        |
| 18.      | Kuba                    | 0     | 1     | 3     | 4        |
| 18.      | Franciaország           | 0     | 1     | 3     | 4        |
| 20.      | Fehéroroszország        | 0     | 1     | 1     | 2        |
| 21.      | Kanada                  | 0     | 1     | 0     | 1        |
| 21.      | Horvátország            | 0     | 1     | 0     | 1        |
| 21.      | Csehország              | 0     | 1     | 0     | 1        |
| 21.      | Magyarország            | 0     | 1     | 0     | 1        |
| 21.      | Észtország              | 0     | 1     | 0     | 1        |
| 21.      | Kazahsztán              | 0     | 1     | 0     | 1        |
| 21.      | Norvégia                | 0     | 1     | 0     | 1        |
| 21.      | Puerto Rico             | 0     | 1     | 0     | 1        |
| 21.      | Szudán                  | 0     | 1     | 0     | 1        |
| 21.      | Tunézia                 | 0     | 1     | 0     | 1        |
| 31.      | Saint Kitts és Nevis    | 0     | 0     | 2     | 2        |
| 31.      | Kolumbia                | 0     | 0     | 2     | 2        |
| 33.      | Lettország              | 0     | 0     | 1     | 1        |
| 33.      | Bahama-szigetek         | 0     | 0     | 1     | 1        |
| 33.      | Spanyolország           | 0     | 0     | 1     | 1        |
| 33.      | Szlovénia               | 0     | 0     | 1     | 1        |
| 33.      | Trinidad és Tobago      | 0     | 0     | 1     | 1        |
| 33.      | Zimbabwe                | 0     | 0     | 1     | 1        |
| 33.      | Belgium                 | 0     | 0     | 1     | 1        |
| 33.      | Irán                    | 0     | 0     | 1     | 1        |
| 33.      | Olaszország             | 0     | 0     | 1     | 1        |
| Összesen | Összesen                | 47    | 47    | 47    | 141      |

## Érmesek
- WR – világrekord
- CR – világbajnoki rekord
- AR – kontinens rekord
- NR – országos rekord
- PB – egyéni rekord
- WL – az adott évben aktuálisan a világ legjobb eredménye
- SB – az adott évben aktuálisan az egyéni legjobb eredmény

### Férfi
| Versenyszám                                 | Arany                                                                              | Arany          | Ezüst                                                                                     | Ezüst      | Bronz                                                                                | Bronz        |
| ------------------------------------------- | ---------------------------------------------------------------------------------- | -------------- | ----------------------------------------------------------------------------------------- | ---------- | ------------------------------------------------------------------------------------ | ------------ |
| 100 m Döntő: augusztus 28., 20:45           | Yohan Blake · Jamaica                                                              | 9,92 SB        | Walter Dix · Egyesült Államok                                                             | 10,08      | Kim Collins · Saint Kitts és Nevis                                                   | 10,09        |
| 200 m Döntő: szeptember 3., 21:20           | Usain Bolt · Jamaica                                                               | 19,40 WL       | Walter Dix · Egyesült Államok                                                             | 19,70 SB   | Christophe Lemaitre · Franciaország                                                  | 19,80 NR     |
| 400 m Döntő: augusztus 30., 21:45           | Kirani James · Grenada                                                             | 44,60 PB       | LaShawn Merritt · Egyesült Államok                                                        | 44,63      | Kévin Borlée · Belgium                                                               | 44,90        |
| 800 m Döntő: augusztus 30., 21:00           | David Rudisha · Kenya                                                              | 1:43,91        | Abubaker Kaki Khamis · Szudán                                                             | 1:44,41    | Jurij Borzakovszkij · Oroszország                                                    | 1:44,49      |
| 1500 m Döntő: szeptember 3., 20:15          | Asbel Kiprop · Kenya                                                               | 3:35,69        | Silas Kiplagat · Kenya                                                                    | 3:35,92    | Matthew Centrowitz · Egyesült Államok                                                | 3:36,08      |
| 5000 m Döntő: szeptember 4., 19:40          | Mo Farah · Egyesült Királyság                                                      | 13:23,36       | Bernard Lagat · Egyesült Államok                                                          | 13:23,64   | Dejen Gebremeskel · Etiópia                                                          | 13:23,92     |
| 10 000 m Döntő: augusztus 28., 19:30        | Ibrahim Jeilan · Etiópia                                                           | 27:13,81       | Mo Farah · Egyesült Királyság                                                             | 27:14,07   | Imane Merga · Etiópia                                                                | 27:19,14     |
| Maraton Döntő: szeptember 4., 9:00          | Abel Kirui · Kenya                                                                 | 2:07:38 SB     | Vincent Kipruto · Kenya                                                                   | 2:10:06    | Feyisa Lilesa · Etiópia                                                              | 2:10:32 SB   |
| 3000 m akadály Döntő: szeptember 1., 20:25  | Ezekiel Kemboi · Kenya                                                             | 8:14,85        | Brimin Kipruto · Kenya                                                                    | 8:16,05    | Mahiedine Mekhissi-Benabbad · Franciaország                                          | 8:16,09      |
| 110 m gát Döntő: augusztus 29., 21:25       | Jason Richardson · Egyesült Államok                                                | 13,16          | Liu Hsziang · Kína                                                                        | 13,27      | Andrew Turner · Egyesült Királyság                                                   | 13,44        |
| 400 m gát Döntő: szeptember 1., 21:30       | David Greene · Egyesült Királyság                                                  | 48,26          | Javier Culson · Puerto Rico                                                               | 48,44      | L.J. van Zyl · Dél-afrikai Köztársaság                                               | 48,80        |
| 4 × 100 m váltó Döntő: szeptember 4., 21:00 | Jamaica · Nesta Carter · Michael Frater · Yohan Blake · Usain Bolt                 | 37,04 WR       | Franciaország · Teddy Tinmar · Christophe Lemaitre · Yannick Lesourd · Jimmy Vicaut       | 38,20 SB   | Saint Kitts és Nevis · Jason Rogers · Kim Collins · Antoine Adams · Brijesh Lawrence | 38,49        |
| 4 × 400 m váltó Döntő: szeptember 2., 21:15 | Egyesült Államok · Greg Nixon · Bershawn Jackson · Angelo Taylor · LaShawn Merritt | 2:59,31        | Dél-afrikai Köztársaság · Shane Victor · Ofentse Mogawane · Willem de Beer · L.J. van Zyl | 2:59,87    | Jamaica · Allodin Fothergill · Jermaine Gonzales · Riker Hylton · Leford Green       | 3:00,10      |
| 20 km gyaloglás Döntő: augusztus 28., 9:00  | Valerij Borcsin · Oroszország                                                      | 1:19:56        | Vlagyimir Kanajkin · Oroszország                                                          | 1:20:27    | Luis Fernando López · Kolumbia                                                       | 1:20:38 SB   |
| 50 km gyaloglás Döntő: szeptember 3., 8:00  | Szergej Bakulin · Oroszország                                                      | 3:41:24        | Gyenyisz Nyizsegorodov · Oroszország                                                      | 3:42:45 SB | Jared Tallent · Ausztrália                                                           | 3:43:36 SB   |
| Magasugrás Döntő: szeptember 1., 19:10      | Jesse Williams · Egyesült Államok                                                  | 235 cm         | Alekszej Dmitrik · Oroszország                                                            | 235 cm     | Trevor Barry · Bahama-szigetek                                                       | 232 cm PB    |
| Rúdugrás Döntő: augusztus 29., 19:25        | Paweł Wojciechowski · Lengyelország                                                | 590 cm WL      | Lázaro Borges · Kuba                                                                      | 590 cm WL  | Renaud Lavillenie · Franciaország                                                    | 585 cm       |
| Távolugrás Döntő: szeptember 2., 19:20      | Dwight Phillips · Egyesült Államok                                                 | 845 cm SB      | Mitchell Watt · Ausztrália                                                                | 833 cm     | Ngonidzashe Makusha · Zimbabwe                                                       | 829 cm       |
| Hármasugrás Döntő: szeptember 4., 19:15     | Christian Taylor · Egyesült Államok                                                | 17,96 m PB, WL | Phillips Idowu · Egyesült Királyság                                                       | 17,77 m SB | Will Claye · Egyesült Államok                                                        | 17,50 m PB   |
| Súlylökés Döntő: szeptember 2., 19:00       | David Storl · Németország                                                          | 21,78 m PB     | Dylan Armstrong · Kanada                                                                  | 21,64 m    | Andrej Mihnyevics · Fehéroroszország                                                 | 21,40 m      |
| Diszkoszvetés Döntő: augusztus 30., 19:55   | Robert Harting · Németország                                                       | 68,97 m        | Gerd Kanter · Észtország                                                                  | 66,95 m    | Ehszán Haddádi · Irán                                                                | 66,08 m SB   |
| Kalapácsvetés Döntő: augusztus 29., 19:15   | Murofusi Kódzsi · Japán                                                            | 81,24 m SB     | Pars Krisztián · Magyarország                                                             | 81,18 m SB | Primož Kozmus · Szlovénia                                                            | 79,39 m SB   |
| Gerelyhajítás Döntő: szeptember 3., 19:10   | Matthias de Zordo · Németország                                                    | 86,27 m SB     | Andreas Thorkildsen · Norvégia                                                            | 84,78 m    | Guillermo Martínez · Kuba                                                            | 84,30 m      |
| Tízpróba Versenyek: augusztus 27–28.        | Trey Hardee · Egyesült Államok                                                     | 8607 pont      | Ashton Eaton · Egyesült Államok                                                           | 8505 pont  | Leonel Suárez · Kuba                                                                 | 8501 pont SB |

### Női
| Versenyszám                                 | Arany                                                                                      | Arany            | Ezüst                                                                                          | Ezüst      | Bronz                                                                                                  | Bronz       |
| ------------------------------------------- | ------------------------------------------------------------------------------------------ | ---------------- | ---------------------------------------------------------------------------------------------- | ---------- | --- | ----------- |
| 100 m Döntő: augusztus 29., 21:45           | Carmelita Jeter · Egyesült Államok                                                         | 10,90            | Veronica Campbell-Brown · Jamaica                                                              | 10,97      | Kelly-Ann Baptiste · Trinidad és Tobago                                                                | 10,98       |
| 200 m Döntő: szeptember 2., 20:55           | Veronica Campbell-Brown · Jamaica                                                          | 22,22 SB         | Carmelita Jeter · Egyesült Államok                                                             | 22,37      | Allyson Felix · Egyesült Államok                                                                       | 22,42       |
| 400 m Döntő: augusztus 29., 21:05           | Amantle Montsho · Botswana                                                                 | 49,56 NR         | Allyson Felix · Egyesült Államok                                                               | 49,59 PB   | Anasztaszija Kapacsinszkaja · Oroszország                                                              | 50,24       |
| 800 m Döntő: szeptember 4., 20:15           | Marija Szavinova · Oroszország                                                             | 1:55,87 WL, PB   | Caster Semenya · Dél-afrikai Köztársaság                                                       | 1:56,35 SB | Janeth Jepkosgei · Kenya                                                                               | 1:57,42 SB  |
| 1500 m Döntő: szeptember 1., 20:55          | Jennifer Simpson · Egyesült Államok                                                        | 4:05,40          | Hannah England · Egyesült Királyság                                                            | 4:05,68    | Natalia Rodríguez · Spanyolország                                                                      | 4:05,87     |
| 5000 m Döntő: szeptember 2., 20:25          | Vivian Cheruiyot · Kenya                                                                   | 14:55,36         | Sylvia Jebiwott Kibet · Kenya                                                                  | 14:56,21   | Meseret Defar · Etiópia                                                                                | 14:56,94    |
| 10 000 m Döntő: augusztus 27., 21:00        | Vivian Cheruiyot · Kenya                                                                   | 30:48,98 PB      | Sally Kipyego · Kenya                                                                          | 30:50,04   | Linet Chepkwemoi Masai · Kenya                                                                         | 30:53,59 SB |
| Maraton Döntő: augusztus 27., 9:00          | Edna Ngeringwony Kiplagat · Kenya                                                          | 2:28:43          | Priscah Jeptoo · Kenya                                                                         | 2:29:00    | Sharon Jemutai Cherop · Kenya                                                                          | 2:29:14 SB  |
| 3000 m akadály Döntő: augusztus 30., 21:20  | Julija Zaripova · Oroszország                                                              | 9:07,03 WL       | Habiba Gheribi · Tunézia                                                                       | 9:11,97 NR | Milcah Chemos Cheiywa · Kenya                                                                          | 9:17,16     |
| 100 m gát Döntő: szeptember 3., 21:00       | Sally Pearson · Ausztrália                                                                 | 12,28 WL, PB, CR | Danielle Carruthers · Egyesült Államok                                                         | 12,47 PB   | Dawn Harper · Egyesült Államok                                                                         | 12,47 PB    |
| 400 m gát Döntő: szeptember 1., 21:15       | Lashinda Demus · Egyesült Államok                                                          | 52,47 WL         | Melaine Walker · Jamaica                                                                       | 52,73 SB   | Natalja Antyuh · Oroszország                                                                           | 53,85       |
| 4 × 100 m váltó Döntő: szeptember 4., 20:35 | Egyesült Államok · Bianca Knight · Allyson Felix · Marshevet Myers · Carmelita Jeter       | 41,56 WL         | Jamaica · Shelly-Ann Fraser-Pryce · Kerron Stewart · Sherone Simpson · Veronica Campbell-Brown | 41,70 NR   | Ukrajna · Oleszja Povh · Natalija Pohrebnyak · Marija Vitalijivna Rjemjeny · Hrisztina Sztuj           | 42,51 SB    |
| 4 × 400 m váltó Döntő: szeptember 3., 20:40 | Egyesült Államok · Sanya Richards-Ross · Allyson Felix · Jessica Beard · Francena McCorory | 3:18,09 WL       | Jamaica · Rosemarie Whyte · Davita Prendergast · Novlene Williams-Mills · Shericka Williams    | 3:18,71 NR | Oroszország · Antonyina Krivosapka · Natalja Antyuh · Ljudmila Litvinova · Anasztaszija Kapacsinszkaja | 3:19,36 SB  |
| 20 km gyaloglás Döntő: augusztus 31., 9:00  |                                                                                            |                  | Hong Liu · Kína                                                                                | 1:30:00    | |             |
| magasugrás Döntő: szeptember 3., 19:00      | Anna Csicserova · Oroszország                                                              | 203 cm           | Blanka Vlašić · Horvátország                                                                   | 203 cm SB  | Antonietta Di Martino · Olaszország                                                                    | 200 cm      |
| Rúdugrás Döntő: augusztus 30., 19:05        | Fabiana Murer · Brazília                                                                   | 485 cm AR        | Martina Strutz · Németország                                                                   | 480 cm NR  | Szvetlana Feofanova · Oroszország                                                                      | 475 cm SB   |
| Távolugrás Döntő: augusztus 28., 18:15      | Brittney Reese · Egyesült Államok                                                          | 682 cm           | Olga Kucserenko · Oroszország                                                                  | 677 cm     | Ineta Radēviča · Lettország                                                                            | 676 cm      |
| Hármasugrás Döntő: szeptember 1., 19:20     | Olha Szaladuha · Ukrajna                                                                   | 14,94 m          | Olga Ripakova · Kazahsztán                                                                     | 14,89 m    | Caterine Ibargüen · Kolumbia                                                                           | 14,84 m     |
| Súlylökés Döntő: augusztus 29., 20:40       | Valerie Adams · Új-Zéland                                                                  | 21,24 m CR       | Nadzeja Asztapcsuk · Fehéroroszország                                                          | 20,05 m    | Jillian Camarena-Williams · Egyesült Államok                                                           | 20,02 m     |
| Diszkoszvetés Döntő: augusztus 28., 19:15   | Li Yanfeng · Kína                                                                          | 66,52 m          | Nadine Müller · Németország                                                                    | 65,97 m    | Yarelis Barrios · Kuba                                                                                 | 65,73 m SB  |
| Kalapácsvetés Döntő: szeptember 4., 18:15   | Tatyjana Liszenko · Oroszország                                                            | 77,13 m SB       | Betty Heidler · Németország                                                                    | 76,06 m    | Zhang Wenxiu · Kína                                                                                    | 75,03 m     |
| Gerelyhajítás Döntő: szeptember 2., 10:10   |                                                                                            |                  | Barbora Špotáková · Csehország                                                                 | 71,58 m SB | Sunette Viljoen · Dél-afrikai Köztársaság                                                              | 68,38 m AR  |
| Hétpróba Versenyek: augusztus 29–30.        | Tatyjana Csernova · Oroszország                                                            | 6880 pont WL     | Jessica Ennis · Egyesült Királyság                                                             | 6751 pont  | Jennifer Oeser · Németország                                                                           | 6572 pont   |

A gerelyhajításban győztes orosz Marija Abakumovát (71,99 m) 2018-ban, dopping mintáinak újraelemzése után megfosztották aranyérmétől.
A 20 km-es gyaloglásban első orosz Olga Kanyiszkinát (1:29:42) és a harmadik Anyiszja Kirgyapkinát (1:30:13) doppingvétség miatt megfosztották érmeiktől.